# Baćin
Baćin (1910-ig Donji és Gornji Baćin) falu Horvátországban Sziszek-Monoszló megyében. Közigazgatásilag Hrvatska Dubicához tartozik.

## Fekvése
Sziszektől légvonalban 42, közúton 52 km-re délkeletre, községközpontjától 5 km-re nyugatra a Báni végvidéken az Una bal partján, a Hrvatska Kostajnicáról Hrvatska Dubicára vetező 47-es számú főút mentén, Slabinja és Hrvatska Dubica között fekszik.

## Története
A történelem előtti időben ezen a területen az illírek egyik törzse a japodok éltek. A rómaiak az i. e. 1. században hódították meg ezt a vidéket. A meghódított területen megkezdődött az utak építése. Az illír területen két főutat építettek. Az egyik Salonából Sisciába, a másik Salonából Sirmiumba vezetett. Az utóbbi út a mai Baćin közelében haladt el, melyet az itt megtalált négy római mérföldkő is bizonyít. A község területén összesen öt ilyen mérföldkő került elő, ebből négy Baćinban.
A horvátok ősei a 7. században telepedtek meg ezen a vidéken, mely a 10. században alapított Horvát Királyság része volt. 1097-ben a Petrova gora hegységben vívott csatában győzte le Könyves Kálmán serege Svačić Pétert az utolsó horvát királyt, majd a Kálmán király és a horvát nemesség közötti megállapodás a „pacta conventa” értelmében 1102-ben Horvátország részeként ez a terület is a Magyar Királyság része lett. A középkorban a község területe a dubicai zsupánsághoz tartozott, első ismert birtokosai a Babonićok voltak. A település neve 1410-ben bukkan fel először írásos forrásban „Bachyn possessio” alakban. 1461-ben és 1500-ban is ebben az alakban szerepel.
E vidéket 1461-ben támadta először a török. 1483-ban a közeli Dubicánál győzte le Frangepán Bernardin serege a törököt. 1513ban a török ismét megtámadta a határvidéket és elfoglalta Dubicát, de augusztus 16-án Dubica mellett az Una és a Száva közötti mezőn Beriszló Péter horvát bán aratott nagy győzelmet felettük. A csatában mintegy kétezer török harcos, köztük négy rangos tiszt esett el, az ötödik pedig rabságba esett. a zsákmányt a bán Ulászló királynak küldte el. A velencei-török háború során 1538-ban a falu területe újra a törököké lett és egészen 1685-ig török kézen volt. A török uralom idején a banjalukai szandzsák része.
A törökellenes felszabadító harcok keretében Erdődy Miklós horvát bán 1685-ben adta ki a parancsot a töröknek az Una folyóig történő visszaszorítására. Ennek során foglalták vissza a térséget a császári erők. A kialakult erőviszonyokat az 1699-es karlócai béke szentesítette, ezzel a határ hivatalosan is az Una folyóhoz került vissza. A térségbe már 1687-től megkezdődött a keresztény lakosság betelepítése. Baćinra főként Boszniából érkezett horvátokat telepítettek. A török elleni védelmet szolgálták az Una mentén épített őrtornyok, melyekből több is Baćin területére esett, az egyik pedig az út déli oldalán a mai templom közelében állt.
1703-ban Lipót császár az egész Una és Kulpa közötti térséget a bán katonai parancsnoksága alá rendelte, ezzel létrejött a Báni végvidék (horvátul Banija, vagy Banovina). A 18. században két nagy törökellenes háború is dúlt 1716 és 1718, illetve 1737 és 1739 között. Az elsőben a császári hadak felszabadították Észak-Boszniát és Szerbiát, de a másodikban újra elveszítették ezeket a területeket. 1718 és 1871, a katonai közigazgatás megszüntetése között katonai irányítás alatt állt. 1742-ben a török ismét betört az Unamentére végigpusztítva azt. 1749-ben a Báni végvidéket átszervezték, két ezredre, a glinaira és a kostajnicaira osztották fel. A falu 1774-ben az első katonai felmérés térképén „Dorf Bachin” néven szerepel. A település 1809 és 1813 között francia uralom alatt állt. Nagy Lajos 1829-ben kiadott művében „Bachin” néven 81 házzal és 427 katolikus vallású lakossal találjuk. A katonai közigazgatás megszüntetése után Zágráb vármegye Kostajnicai járásának része volt. 1857-ben 407, 1910-ben 592 lakosa volt.

1918-ban az új szerb-horvát-szlovén állam, majd később Jugoszlávia része lett. Különösen nehéz időszakot élt át a község lakossága a II. világháború alatt. 1941-ben a németbarát Független Horvát Állam része lett. A háború után a lakosság főként mezőgazdasággal és állattartással foglalkozott. A fiatalok a közeli városok ipari üzemeibe mentek dolgozni. 1991-ben a háború előtt lakosságának 95%-a horvát nemzetiségű volt. 1991-ben elfoglalták a szerb erők és a horvát lakosságnak menekülnie kellett. A szerbek az egész falut lerombolták. 1995. augusztus 5-én a Vihar hadművelet elején szabadították fel a horvát erők. A visszatérő lakosok lerombolt településük területén tömegsírt találtak, ahonnan 56 meggyilkolt ember földi maradványai kerültek elő. 
 A településnek 2011-ben 217 lakosa volt.

## Népesség
| Lakosság változása | Lakosság változása | Lakosság változása | Lakosság változása | Lakosság változása | Lakosság változása | Lakosság változása | Lakosság változása | Lakosság változása | Lakosság változása | Lakosság változása | Lakosság változása | Lakosság változása | Lakosság változása | Lakosság változása | Lakosság változása |
| ------------------ | ------------------ | ------------------ | ------------------ | ------------------ | ------------------ | ------------------ | ------------------ | ------------------ | ------------------ | ------------------ | ------------------ | ------------------ | ------------------ | ------------------ | ------------------ |
| 1857               | 1869               | 1880               | 1890               | 1900               | 1910               | 1921               | 1931               | 1948               | 1953               | 1961               | 1971               | 1981               | 1991               | 2001               | 2011               |
| 407                | 402                | 398                | 451                | 527                | 592                | 589                | 599                | 610                | 624                | 608                | 566                | 467                | 414                | 321                | 217                |

## Nevezetességei
A Mindenszentek tiszteletére szentelt római katolikus kápolnája a 19. században épült klasszicista stílusban. A főhomlokzat tengelyében emelkedik a harangtorony, alatta található a kórus. A templom belseje boltozott. A félköríves szentélyben illuzionista festmények voltak. A délszláv háború idején a falut elfoglaló szerb erők a levegőbe repítették. A háború után eredeti formájában építették újjá.

## Gazdaság
A helyiek fő megélhetési alapja a mezőgazdaság és az állattartás, de a fiatalok többnyire a közeli városokban dolgoznak.